# Ogród Botaniczny w Zakopanem
Górski Ogród Botaniczny im. Mariana Raciborskiego Instytutu Ochrony Przyrody PAN w Zakopanem – ogród botaniczny w Zakopanem stanowi integralną część Tatrzańskiej Stacji Terenowej Instytutu Ochrony Przyrody PAN. Jest najmniejszym ogrodem botanicznym w Polsce.

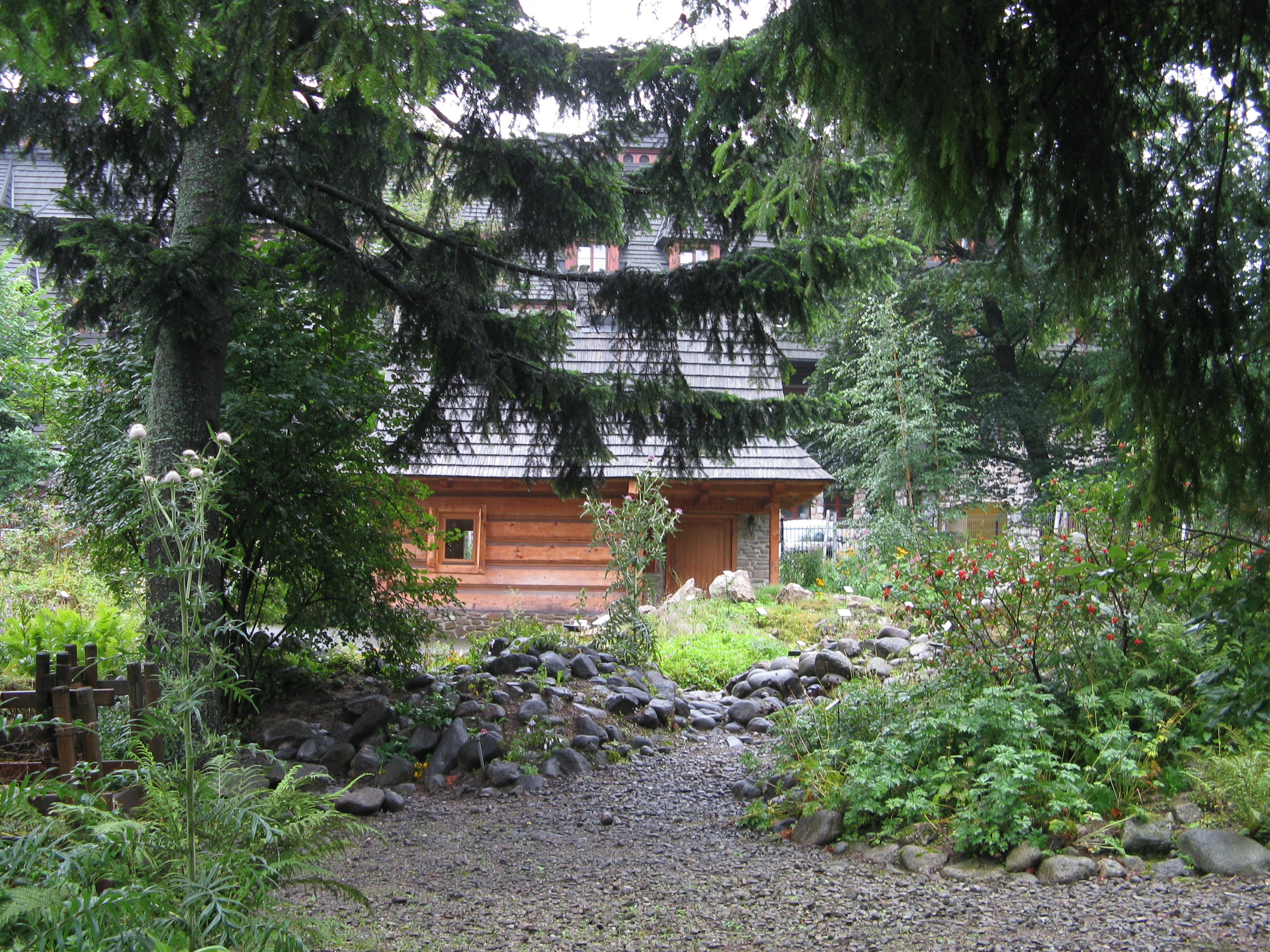
Wnętrze ogrodu botanicznego przy ul. Krupówki 10a (2018)

## Lokalizacja
Ogród podzielony jest na dwie części: dydaktyczną przy ul. Krupówki 10a, oraz naukową przy ul. Antałówka 13 w Zakopanem.

## Historia

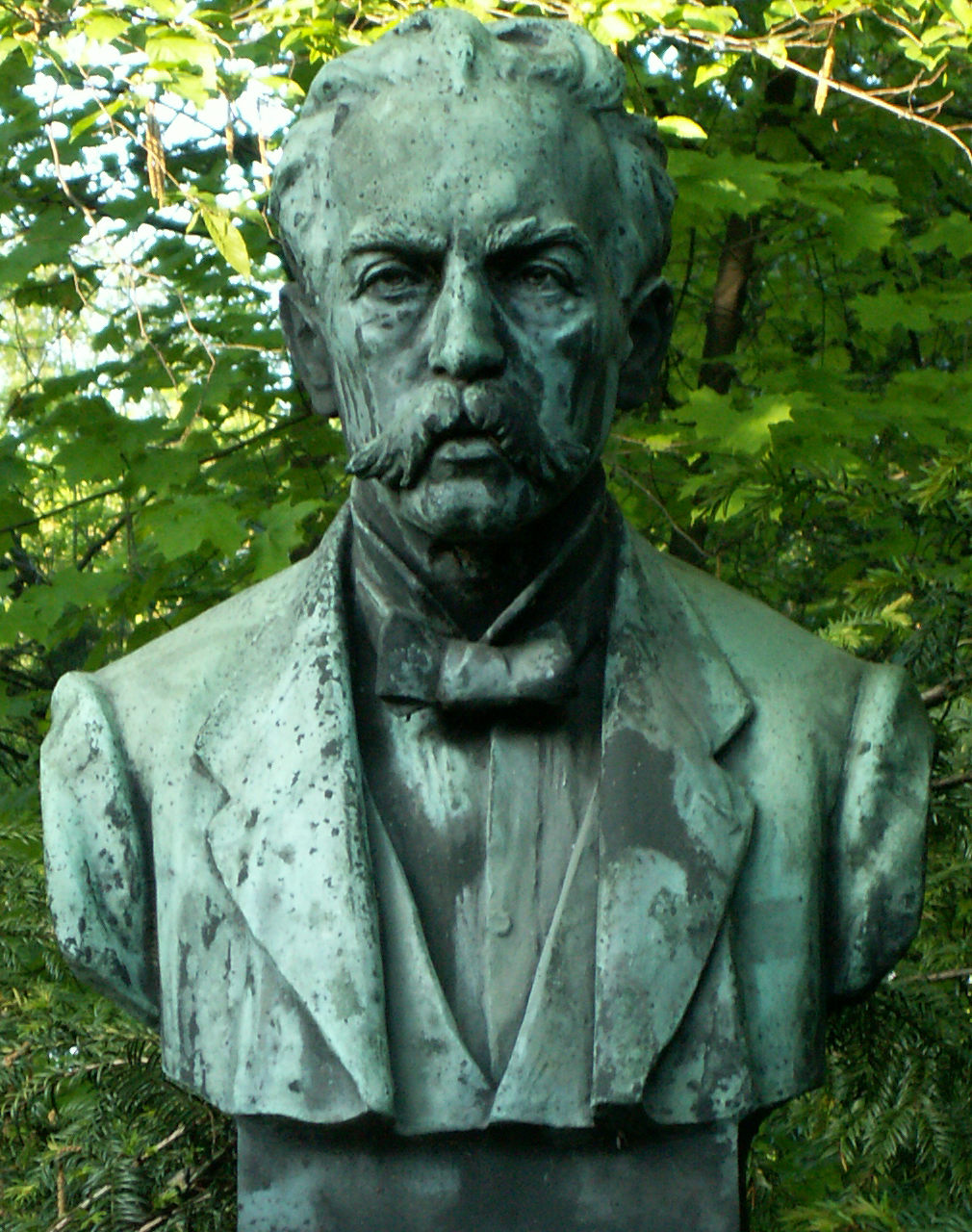
Marian Raciborski. Pomnik dłuta Tadeusza Błotnickiego stojący w krakowskim Ogrodzie Botanicznym

Ogród Botaniczny im. Mariana Raciborskiego kultywuje tradycje Alpinariów, które istniały w Zakopanem w latach 1887-1953, a twórcami których byli prof. Marian Raciborski, Stanisław Witkiewicz (senior) oraz prof. Władysław Szafer. Jego podwaliny stanowiło trzecie Alpinarium (1919-1953) do powstania którego przyczynili się Bronisława Dłuska (siostra Marii Skłodowskiej-Curie), prof. Konstanty Stecki, Juliusz Zborowski oraz dr Zofia Radwańska-Paryska.
Na obecnym miejscu Ogród istnieje od 1953 r. Decyzją administracyjną teren zajmowany przez Alpinarium przeznaczono pod budowę Domu Turysty PTTK, a kolekcję roślin przeniesiono na położoną obok działkę. Początkowo kolekcja liczyła około 120 gatunków roślin. Ogród, pierwotnie nosił nazwę Ogród Roślin Tatrzańskich. Później został przemianowany na Alpinarium Naukowo-Dydaktyczne i w 1955 r. otwarty dla zwiedzających, jako placówka Instytutu Ochrony Przyrody Polskiej Akademii Nauk. Opiekę nad ogrodem sprawowały kolejno: Zofia Zwolińska, Zofia Radwańska-Paryska oraz Anna Łobarzewska, staraniem której powierzchnia Ogrodu została powiększona o 0,12 ha.
Aktualną nazwę Górski Ogród Botaniczny im. Mariana Raciborskiego oraz status Ogrodu Botanicznego dotychczasowa placówka uzyskała 1983 r.

## Działy i Kolekcje Roślinne
W zbiorach ogród posiada 600 gatunków roślin tatrzańskich należących do 290 rodzajów i 72 rodzin, w tym 70 gatunków objętych ścisłą lub częściową ochroną co stanowi 18% wszystkich roślin chronionych w Polsce (np. szafran spiski, obuwik pospolity, goryczka wiosenna, lilia złotogłów). Ogród prowadzi wymianę nasion, wydając co roku Index Seminum.
Ciekawe zbiory:
- traganek zwisłokwiatowy (Astragalus penduliflorus)
- sasanka słowacka (Pulsatilla slavica)
- sybaldia rozesłana (Sibbaldia procumbens)
- sit trójłuskowy (Juncus triglumis)
- nerecznica Villara (Dryopteris villarii)

## Dyrektorzy i Kierownicy
- 1953-1969 – Zofia Zwolińska
- 1970 – dr Zofia Radwańska-Paryska (1901-2001), botaniczka, taterniczka, pisarka
- 1971-1989 – mgr Anna Łobarzewska (1910-1989), biolog
- 1990 – dr hab. Halina Piękoś-Mirkowa

## Godziny otwarcia
Ogród Botaniczny jest otwarty dla zwiedzających:
- część dydaktyczna – od 1 lipca do 30 września, wstęp bezpłatny,
- część naukowa – udostępniana jest wyłącznie po uprzednim telefonicznym uzgodnieniu terminu zwiedzania.